# 65859 Mädler
65859 Mädler è un asteroide della fascia principale. Scoperto nel 1997, presenta un'orbita caratterizzata da un semiasse maggiore pari a 3,9697833 UA e da un'eccentricità di 0,1541125, inclinata di 5,45563° rispetto all'eclittica.
L'asteroide è dedicato all'astronomo tedesco Johann Heinrich von Mädler .